# 清実録
『清實錄』(仮名：シン-ジツロク, 拼音：Qīng shílù) は、清朝歴代皇帝の実録 (大事記) の総称。時の満洲国国務院が世に初めて出版した時の名称で『大清歷朝實錄』とも呼ばれる。
アイシン･グルン (後金) のハン・ヌルハチによる女真統一までを記した『滿洲實錄』と、清太祖ヌルハチから徳宗光緒帝載湉までの11代に亘る各皇帝の実録、及びラスト･エンペラーこと恭宗宣統帝溥儀の実質的実録『宣統政紀』の都合4,433巻で構成される。清史研究において極めて重要な一級史料である。

## 概要
編年体を採用し、清朝300年の人事行政、朝典国故を詳細に記している。清朝12代の皇帝のうち光緒帝までの11代においては実録が編纂されたが、末代皇帝宣統帝は践祚三年にして辛亥革命が勃発した為、『德宗景皇帝實錄』の編纂担当者によって『宣統政紀』が編輯された。同書は「実録」の名称を与えられていないものの、その体裁においては「実録」と異ならない。清朝は唐朝からの旧制を踏襲し、新皇帝が即位すると先代の実録の編纂を大臣らに命じ、その為に「実録館」という臨時の機構が設置された。「実録館」の開設後、任命大臣らは宮中から先代皇帝の詔勅や硃批を入れられた奏摺などを、内閣からは起居注や檔案原本をそれぞれ蒐集し、年次月次を整理して、編纂凡例に沿って編輯を始める。その為、『清實錄』は整理編纂を経て成立した現存する清朝史の原始史料であり、清朝の政治、経済、軍事、外交、文化を研究する者が必ず憑藉すべき重要文献である。
但し、清代において『清實錄』は刊布されず、若干部数が製本されて京師 (北京)、盛京 (瀋陽) 両地の宮禁内に蔵匿され、ほとんど人の目に触れることはなかった。現在では清史研究の便宜を図り、この四千余巻の大書は影印出版され、博く世の中に流布している。

## 形成と実態

### 一、『滿洲實錄』
全四部。全ての頁が三欄に分割され、それぞれ満文、漢文、蒙文の三種の文字で同じ内容を記し、図 (イラスト) を附してある。第一部は天聡9年 (1635) に、第二・三部は乾隆44年 (1779) に、第四部は同46年 (1781) にそれぞれ完成し、乾清宮 (紫禁城正殿)、上書房、盛京 (現瀋陽市)、避暑山莊 (現河北省承徳市) の四箇所に保管された。現在目にすることができるのは上書房に保管されていたもの (中国第一歷史檔案館所蔵) だが、1930年には遼寧通志館が盛京本を影印し (漢文本)、1934年には遼海書社 (→遼海出版社：遼寧省瀋陽市) が四分の一の縮小版で同じく影印している。

### 二、歴朝実録
清朝十朝 (太祖から穆宗) の実録が本来何部存在したかについては定説をみない。1925年に中華民国国立故宮博物院が設立されると、清朝実録の整理が始まり、太祖ヌルハチ、太宗ホンタイジ、世祖フリン (順治帝)、聖祖康熙帝、世宗雍正帝、高宗乾隆帝、仁宗嘉慶帝、宣宗道光帝、文宗咸豊帝、穆宗同治帝の十代の実録には満文、漢文、蒙文がそれぞれ四部ずつあることがわかった。尚、故宮博物院所蔵の太祖、太宗、世祖三朝の実録は雍正乾隆年間の校訂本である。この外、盛京崇謨閣には十朝の実録の内、満文と漢文がそれぞれ一部ずつ収蔵されている為、併せて満文と漢文は五部ずつ、蒙文は四部あるということになる。
五部の漢文本は習慣上、装潢 (表装) と寸法に因って「大紅綾本」、「小紅綾本」、「小黄綾本」に区別される。大紅綾本は二部存在し、一部は元々皇史宬コウシセイ(皇室公文書庫) に収蔵され、現在は中国第一歴史檔案館に収蔵されている。もう一部は元々盛京崇謨閣に収蔵され、現在は遼寧省檔案館に収蔵されている。小紅綾本も二部あり、一部は初めは乾清宮に所蔵され、後に故宮博物院図書館に収蔵され、もう一部は内閣実録庫に収蔵されている。小黄綾本は一部のみで、初めは内閣実録庫所蔵、現在は中国第一歴史檔案館に収蔵されている。
太祖ヌルハチ、太宗ホンタイジ、世祖フリン (順治帝) の三朝の実録は完成後に何度か修改されている。修改内容は人名や地名、字句などの表記の統一、誤字脱字などの訂正といった技術的なものだが、中には種々の理由で加筆または削除された箇所もある。

#### 『太祖高皇帝實錄』
崇徳元年 (1636) 11月の完成時には『太祖"武"皇帝實錄』と題され、順治初年、摂政ドルゴンの治世下で一回目の修改が加えられ、フリン (順治帝) が親政を開始すると再び修改が加えられ、順治12年 (1655) に"再"完成した。その後、康熙21年 (1682) に康熙帝の命でまたも手が入り、同25年 (1686) に修改を終えて『太祖"高"皇帝實錄』と改題された (全10巻)。雍正12年 (1734) には雍正帝の命で校訂が加えられ、乾隆4年 (1740) 12月に完了した (書題、巻数は康熙修訂本に同じ)。
太祖実録は五冊あるはずだが、漢文版で現在目にすることのできるのは雍正から乾隆にかけて校訂された「雍乾校訂本」だけである。活版印刷 (鉛印) 本と影印本とで三種存在する：
- 『太祖武皇帝弩兒哈奇實錄』全四巻、故宮博物院 (台湾) 所蔵 (1932), 活版。底本は崇徳初修本か順治再修本で、学界でも意見がわかれる。
- 『清太祖努爾哈赤寔錄』全十巻，故宮博物院所蔵 (1931)。雍乾校訂本 (内閣実録庫) の活版印刷本。
- 『太祖高皇帝實錄稿本三種』康熙重修時の稿本で、羅振玉氏が1933年に「史料整理處」名義で影印出版した。初編は七冊、再編は五冊、三編は一巻から三巻までが現存する。[6]

清史研究家により雍乾校訂本と『太祖武皇帝弩兒哈奇實錄』の比較研究が行われ、その結果、雍乾校訂本は研究価値の高い史料が一部削除されていることが判明した。ハダ国主・孟革卜鹵が嬪御と私通して簒位を謀ったことや、大妃ウラナラ氏アバハイの殉死が強迫によるものだったことなどがそれである。

#### 『太宗文皇帝實錄』
『太宗文皇帝實錄』は順治6年 (1649) の摂政ドルゴン治世下に編纂され、順治9年 (1652) にフリン (順治帝) の命令で再編された。更に康熙12年 (1673) に修改され、同21年 (1682) に"再"完成した (65巻) 後、雍正年間から校訂が加えられ、乾隆4年12月 (1740) に完了した (巻数同じ)。
『太宗文皇帝實錄』は四冊存在し、現在目にすることのできる漢文本は雍乾本のみである。また、中国第一歴史檔案館には手記本が保管されている。黒と赤の二色で雍乾本と順治本の記録の異同が校勘されていて、雍乾本は一部内容が削除されていることがわかる。順治本の38巻に記載のある安平貝勒・都都が生前一度も病人の見舞いや弔問をしなかったことや、40巻の太宗ホンタイジ死後に敦達里と安達里が殉葬された様子などがそれで、いづれも雍乾本から消されている (『世祖章皇帝實錄』巻1にみられる)。

#### 『世祖章皇帝實錄』
『世祖章皇帝實錄』は康熙6年 (1667) に編纂が開始され、同11年 (1672) に完成した (144巻)。これもやはり雍正乾隆時代に校訂が加えられ (巻数同じ)、現在みられる漢文本がこれのみで、初纂本は逸失している。

#### 『德宗景皇帝實錄』
大紅綾本と小紅綾本の二部あり。大紅綾本は元々は皇史宬に収蔵されていたが、現在は中国第一歴史檔案館に保管されている。その「進實錄表」の記載に拠れば、完成は宣統13年 (1922)12月で、同治13年 (1875) 12月から光緒21 (1895) 年9月の部分が合計376巻缺落している。小紅綾本は遼寧省檔案館に保管されている。その「進實錄表」には宣統19年 (1927) に完成とあり、缺損が甚だしい。
このほか、北京大学図書館には全巻揃った『德宗景皇帝實錄』が収蔵されている。同実録は、毎巻冒頭に監修総裁官、正総裁官、副総裁官の署名が連なっている為、清史研究に於いて定稿本として用いられる。定稿本の一部の巻からは、要修正箇所が記された覚え書きが挟まれているのがみつかり、研究の結果、定稿本の本文は既にその覚え書きに沿ってほとんど修改されていることがわかった。定稿本で印がつけられている要修正箇所 (未修改含む) が大紅綾本、小紅綾本においては全て修改されていることから、大紅綾本、小紅綾本はこの定稿本を基に清書したものであることが判明している。

#### 『宣統政紀』
大黄綾本 (全70巻) が一部だけ現存し、実録の主役たる宣統帝こと愛新覚羅･溥儀本人が長い間保有していたが、現在は遼寧省檔案館に保管されている。そのほか、遼海書社が清史館 (『清史稿』編纂機構) 所蔵の稿本を1934年に刊行している (全43巻)。また、北京大学図書館所蔵の『宣統政紀』は大黄綾本と同じく70巻で、定稿本として用いられる。
『德宗景皇帝實錄』と『宣統政紀』の定稿本は、一巻を一冊とし、毎半頁の規格は一行19字が八行。大部分に史料の出処が明記されている。

## 満洲国版
現在ひろく流通している完全版『清實錄』の内の一種は、時の満洲国「日満文化協会」が盛京崇謨閣所蔵を影印し出版したもので、太祖ヌルハチから徳宗光緒帝までの11朝の実録と、『滿洲實錄』及び『宣統政紀』(溥儀所蔵本) を含む。印刷は單式印刷株式會社 (東京市芝区金杉新浜町12番地：現港区) が受注し、大藏出版株式會社不詳が1936年に出版、計300部が刷られた。もう一種は華聯出版社 (台湾) が1964年に満洲国本を復刻して出版したものである。従って実質的にこの二種は同一本ということになる (尚、書目上は台湾大通書局が出版した『大清歷朝實錄』もみられるが詳細不明)。
満洲国本『德宗景皇帝實錄』と北京大学所蔵の定稿本、及び第一歴史檔案館所蔵の大紅綾本を比較検証した結果、満洲国本は文字上少なからぬ差異がみられ、その多くが清朝政府の対外関係に絡んでいる。

## 実録一覧
|    | 通称           | 正式名称                                                           | 編纂開始             | 初版完成                       | 編者 | 巻数 |
| -- | -------------- | ------------------------------------------------------------------ | -------------------- | ------------------------------ | --- | ---- |
| 1  | 滿洲實錄       |                                                                    | 不詳                 | 天聡9年 (1635)                 | 不詳 | 8    |
| 2  | 太祖高皇帝實錄 | 大清太祖承天廣運聖德神功肇紀立極仁孝睿武端毅欽安弘文定業高皇帝實錄 | 不詳                 | 崇徳元年 (1636) 11月           | 監修総裁：覚羅･勒德洪/ 総裁：葉赫那拉?･明珠, 王熙, 呉正治, 宋徳宜, 等。                                                            | 10   |
| 3  | 太宗文皇帝實錄 | 大清太宗應天興國弘德彰武寬溫仁聖睿孝敬敏昭定隆道顯功文皇帝實錄     | 不詳                 | 順治6年 (1649)                 | 監修総裁：馬佳･図海/ 総裁：覚羅･勒徳洪, 葉赫那拉?･明珠, 李霨, 杜立徳, 馮溥, 等。                                                   | 65   |
| 4  | 世祖章皇帝實錄 | 大清世祖體天隆運定統建極英睿欽文顯武大德弘功至仁純孝章皇帝實錄     | 康熙6年 (1667) 10月  | 康熙11年 (1672) 5月20日        | 監修総裁：巴泰/ 総裁：馬佳･図海, 赫舍哩･索額図, 李霨, 魏裔介, 杜立徳, 等。                                                         | 144  |
| 5  | 聖祖仁皇帝實錄 | 大清聖祖合天弘運文武睿哲恭儉寬裕孝敬誠信中和功德大成仁皇帝實錄     | 雍正1年 (1723) 2月   | 雍正9年 (1731) 12月20日        | 監修総裁：馬斉, 張廷玉, 蒋廷錫/ 総裁：朱軾, 等。                                                                                   | 300  |
| 6  | 世宗憲皇帝實錄 | 大清世宗敬天昌運建中表正文武英明寬仁信毅大孝至誠憲皇帝實錄         | 雍正13年 (1735) 12月 | 乾隆6年 (1741) 12月11日        | 監修総裁：西林覚羅･鄂爾泰/ 総裁：張廷玉, 富察･福敏, 徐本, 富察･三泰, 等。                                                          | 159  |
| 7  | 高宗純皇帝實錄 | 大清高宗法天隆運至誠先覺體元立極敷文奮武孝慈神聖純皇帝實錄         | 嘉慶4年 (1799) 2月   | 嘉慶12年 (1799) 3月15日        | 監修総裁：章佳･慶桂/ 総裁：董誥, 金?徳瑛, 曹振鏞, 等。                                                                             | 1500 |
| 8  | 仁宗睿皇帝實錄 | 大清仁宗受天興運敷化綏猷崇文經武孝恭勤儉端敏英哲睿皇帝實錄         | 嘉慶25年 (1820) 9月  | 道光4年 (1824) 4月20日         | 監修総裁：曹振鏞/ 総裁：戴均元, 瑚錫哈哩･伯麟, 索綽絡･英和, 汪廷珍, 等。                                                           | 374  |
| 9  | 宣宗成皇帝實錄 | 大清宣宗效天符運立中體正至文聖武智勇仁慈儉勤孝敏成皇帝實錄         | 道光30年 (1850) 6月  | 咸豊6年 (1856) 11月1日         | 監修総裁：費莫･文慶/ 総裁：花沙納不詳, 朱鳳標, 阿靈阿不詳, 趙光, 等。                                                              | 476  |
| 10 | 文宗顯皇帝實錄 | 大清文宗協天翊運執中垂謨懋德振武聖孝淵恭端仁寬敏顯皇帝實錄         | 咸豊11年 (1861) 10月 | 同治5年 (1866) 12月8日         | 監修総裁：賈楨/ 稿本総裁：周祖培/ 総裁：索綽絡･宝鋆, 倭什琿布不詳, 等。                                                            | 356  |
| 11 | 穆宗毅皇帝實錄 | 大清穆宗繼天開運受中居正保大定功聖智誠孝信敏恭寬毅皇帝實錄         | 光緒1年 (1875) 2月   | 光緒5年 (1879) 11月25日        | 監修総裁：宝鋆/ 総裁：愛新覚羅･載齢, 沈桂芬, 愛新覚羅･霊桂, 董恂, 広寿不詳, 赫舍哩･英桂, 毛昶熙, 皁保不詳, 李鴻藻, 等。            | 374  |
| 12 | 德宗景皇帝實錄 | 大清德宗同天崇運大中至正經文緯武仁孝睿智端儉寬勤景皇帝實錄         | 宣統1年 (1909) 6月   | 宣統13年・民国10年 (1921) 12月 | 監修総裁：索勒豁金･世続/ 稿本総裁：陸潤庠/ 総裁：張之洞, 葉赫那拉･那桐, 愛新覚羅･溥良, 鄂卓爾･栄慶, 鹿傳霖, 徐世昌, 恩順不詳, 等。 | 597  |
| 13 | 宣統政紀       | 大清宣統政紀                                                       | 不詳                 | 不詳                           | 監修総裁：索勒豁金･世続?, 総裁：那桐?, 専司稿本：陸潤庠?, 徐某, 鄂卓爾･栄慶?, 等。                                                 | 70   |

## 脚註・典拠
1. 1 2 3  “《清實錄》影印說明”. https://hanchi.ihp.sinica.edu.tw/mql/login.html.   中央研究院歴史語言研究所. 2024年1月3日閲覧。
2. ↑  “滿洲實錄”. 明實錄、朝鮮王朝実録、清實錄資料庫.   中央研究院歴史語言研究所. 2024年1月3日閲覧。
3. ↑  “宬 chéng”. 中日日中辞典. 小学館. "[名]〈古〉蔵書室。▷明・清代の朝廷で歴代の帝王実録を収蔵したところを"皇史宬"と呼んだ。"
4. ↑  “太祖至穆宗十朝實錄” (華語). 明實錄、朝鮮王朝実録、清實錄資料庫.   中央研究院歴史語言研究所. 2024年1月5日閲覧。
5. ↑  “二、前三朝實錄的修改” (華語). 明實錄、朝鮮王朝実録、清實錄資料庫.   中央研究院歴史語言研究所. 2024年1月3日閲覧。
6. 1 2 3 4  “太祖實錄” (華語). 明實錄、朝鮮王朝実録、清實錄資料庫.   中央研究院歴史語言研究所. 2024年1月3日閲覧。
7. 1 2 3  “太宗實錄” (華語). 明實錄、朝鮮王朝実録、清實錄資料庫.   中央研究院歴史語言研究所. 2024年1月3日閲覧。
8. ↑  “世祖實錄” (華語). 明實錄、朝鮮王朝実録、清實錄資料庫.   中央研究院歴史語言研究所. 2024年1月3日閲覧。
9. 1 2  “德宗實錄” (華語). 明實錄、朝鮮王朝実録、清實錄資料庫.   中央研究院歴史語言研究所. 2024年1月4日閲覧。
10. 1 2  “宣統政紀” (華語). 明實錄、朝鮮王朝実録、清實錄資料庫.   中央研究院歴史語言研究所. 2024年1月4日閲覧。
11. 1 2  “三、《清實錄》的影印本”. 明實錄、朝鮮王朝実録、清實錄資料庫.   中央研究院歴史語言研究所. 2024年1月5日閲覧。
12. ↑  この表の「巻数」に序言、凡例、目録は含まない。
13. ↑  参考：维基百科「清实录」より引用、典拠不詳。
14. ↑  “目錄”. 太祖高皇帝實錄. 首巻2. 不詳
15. ↑  “進”. 太祖高皇帝實錄. 首巻2. 不詳
16. 1 2 3  参考：記載のある編者はすべて康熙年間の改編時の人で、草稿や旧編の編者とは異なると思われる。
17. ↑  参考：维基百科「清实录」では「卷：9」としているが典拠不詳。康熙帝が序言で全12巻と述べているのを前提にして、序言＋目録＋凡例の都合3巻を減じて9巻としたか。
18. ↑  “目錄”. 太宗文皇帝實錄. 首巻2. 不詳
19. ↑  “進”. 太宗文皇帝實錄. 首巻2. 不詳
20. ↑  “目錄”. 世祖章皇帝實錄. 首巻2. 不詳
21. 1 2  “進”. 世祖章皇帝實錄. 首巻2. 不詳
22. ↑  愛新覺羅, 玄燁. “序”. 世祖章皇帝實錄. 首巻1. 不詳
23. ↑  “目錄”. 聖祖仁皇帝實錄. 首巻2. 不詳
24. 1 2  “進”. 聖祖仁皇帝實錄. 首巻3. 不詳
25. ↑  愛新覺羅, 胤禛. “序”. 聖祖仁皇帝實錄. 首巻1. 不詳
26. ↑  “目錄”. 世宗憲皇帝實錄. 首巻2. 不詳
27. 1 2  “進”. 世宗憲皇帝實錄. 首巻3. 不詳
28. ↑  愛新覺羅, 弘暦. “序”. 世宗憲皇帝實錄. 首巻1. 不詳
29. ↑  “目錄”. 高宗純皇帝實錄. 首巻2. 不詳
30. 1 2  “進”. 高宗純皇帝實錄. 首巻5. 不詳
31. ↑  愛新覺羅, 顒琰. “序”. 高宗純皇帝實錄. 首巻1. 不詳
32. ↑  参考：维基百科「清实录」には「编修时间：嘉庆四年 (1799年)」とあるが、恐らく編纂開始時期と混同している。それまでの歴代皇帝でも一番分量が多かった聖祖の実録300巻ですら雍正帝即位から9年後に完成しているが、その五倍の1,500巻を即位4年で完成させるのは物理的に不可能。
33. ↑  “目錄”. 仁宗睿皇帝實錄. 首巻3. 不詳
34. 1 2  “進”. 仁宗睿皇帝實錄. 首巻4. 不詳
35. ↑  愛新覺羅, 旻寧. “序”. 仁宗睿皇帝實錄. 首巻1. 不詳
36. ↑  参考：维基百科「清实录」では「卷：373」としているが典拠不詳。
37. ↑  “目錄”. 宣宗成皇帝實錄. 首巻3. 不詳
38. 1 2  “進”. 宣宗成皇帝實錄. 首巻4. 不詳
39. ↑  愛新覺羅, 奕詝. “序”. 宣宗成皇帝實錄. 首巻1. 不詳
40. ↑  “目錄”. 文宗顯皇帝實錄. 首巻3. 不詳
41. 1 2  “進”. 文宗顯皇帝實錄. 首巻4. 不詳
42. ↑  愛新覺羅, 載淳. “序”. 文宗顯皇帝實錄. 首巻1. 不詳
43. ↑  “目錄”. 穆宗毅皇帝實錄. 首巻3. 不詳
44. 1 2  “進”. 宗毅皇帝實錄. 首巻4. 不詳
45. ↑  愛新覺羅, 載湉. “序”. 穆宗毅皇帝實錄. 首巻1. 不詳
46. ↑  “目錄”. 德宗景皇帝實錄. 首巻3. 不詳
47. 1 2 3  “進”. 德宗景皇帝實錄. 首巻4. 不詳
48. 1 2  “序”. 大清宣統政紀. 首巻. 不詳

## 参照

### 書籍
- 趙爾巽, 他100余名『清史稿』清史館, 1928 (漢文) ＊中華書局版

### Webサイト
- 「明實錄、朝鮮王朝実録、清實錄資料庫」：台湾の最高学術研究機関である中央研究院の歴史語言研究所が運営するサイト。『清實錄』の外、『明實錄』、『朝鮮王朝實錄 (李朝實錄)』の全文 (漢文のみ) を写真つきで掲載している。
- 「満洲文語資料」：東北大学名誉教授・栗林均が製作した蒙古語と満洲語に関するデータベース「モンゴル諸語と満洲文語の資料検索システム」の中の一つ。『滿洲實錄』の漢文と満文を検索することができる。

## 関連記事
- 『明實錄』：明朝が編纂した明朝歴代皇帝の実録。
- 『明史』：清朝が編纂した明朝の通史書。
- 『朝鮮王朝實錄』：李氏朝鮮が編纂した李朝歴代国王の実録。
- 『清史稿』：民国期に編纂された清朝の通史書。